# Кармацкий, Тимофей Фёдорович
Тимофей Фёдорович Карма́цкий (1918—2002) — советский военный, полковник. В годы Великой Отечественной войны заместитель командира 1-й батареи 839-го гаубичного артиллерийского полка. Герой Советского Союза.

## Биография
Тимофей Фёдорович Кармацкий родился 15 декабря 1918 года в селе Кротово Усть-Лотово-Кротовского сельского общества Ишимского уезда Тюменской губернии. По национальности русский. Член ВКП(б). Призван в РККА в 1938 году Аромашевским РВК Омской области. Участвовал в боях на Воронежском фронте. Звание Героя Советского Союза было присвоено 1 апреля 1943 года ошибочно посмертно. Официально награждён 29 сентября 1943 года.
В 1944 году окончил курсы при Высшей офицерской школе в Ленинграде (ныне — Санкт-Петербург), в 1948 году — Дальневосточные курсы усовершенствования офицерского состава, в 1959 году — Центральные артиллерийские курсы. С 1973 года полковник Т. Ф. Кармацкий — в запасе.
Жил в городе Черкассы (Украина). Умер 30 апреля 2002 года. Похоронен в Черкассах.

## Подвиг
12 марта 1943 года 1-я батарея 839-го гаубичного артиллерийского полка занимала противотанковую оборону вдоль шоссе между Большой Писаревкой и Грайвороном. Около шести часов вечера позиции артиллеристов были атакованы танками противника. С первых выстрелов был тяжело ранен командир батареи, и лейтенант Кармацкий принял командование батареей на себя. Под его командованием артиллеристы вступили в бой и в течение нескольких минут подожгли 5 танков, вынудив остальные отступить. Укрывшись в лощине за небольшой высотой, немцы открыли ураганный огонь по позициям батареи. Началась артиллерийская дуэль 4 орудий с 16 танками, в ходе которой артиллеристы уничтожили ещё 12 вражеских машин. Когда три орудия батареи были выведены из строя, лейтенант Кармацкий, несмотря на полученное ранение, лёг за противотанковое ружьё, продолжая при этом командовать оставшимся в строю расчётом. Когда замолчала последняя гаубица, оставшиеся 9 немецких танков ворвались на позиции артиллеристов и уничтожили её остатки огнемётами. Батарея погибла, но не пропустила врага.

## Память
- 24 сентября 2014 года на здании школы в селе Кротово, где он учился, была установлена мемориальная доска.
- В селе Кротово была названа в его честь одна из улиц — улица имени Тимофея Кармацкого.
- В Тюмени одна из улиц носит имя Тимофея Кармацкого[2][3].